# Argyrolagus
L'argirolago (Argyrolagus palmeri) era un primitivo mammifero marsupiale vissuto nel Pliocene inferiore (fascia d'età compresa da 5,3 a 4 milioni di anni fa), i cui resti sono stati rinvenuti in Argentina.

## Descrizione
Questo piccolo marsupiale è il più noto della sua famiglia. Possedeva una struttura paragonabile a quella dei roditori della famiglia Heteromydae, altresì noti come topi canguro a causa della loro andatura saltatoria. Infatti Argyrolagus possedeva zampe posteriori notevolmente allungate dotate di due dita ciascuna mentre le zampe anteriori erano, al contrario, piuttosto ridotte. Il corpo era compatto e piccolo, la coda (che doveva coprire la maggior parte della lunghezza complessiva dell'animale) era molto lunga ed è possibile che alla sua estremità era presente un ciuffo di peli. La testa era corta e appuntita dotata di grandi orecchie.

## Classificazione
Inizialmente si pensava che la famiglia Argyrolagidae non fosse classificabile nell'infraclasse dei Marsupiali, ma ora sono stati riclassificati come tali. La somiglianza dell'animale con gli attuali topo canguro, è un chiaro esempio di convergenza evolutiva.

## Paleobiologia
Argyrolagus si spostava grazie alla sua andatura da bipede e alle zampe posteriori estremamente allungate che gli consentivano di saltare nei terreni. Argyrolagus viveva in Argentina durante il Pliocene che al tempo era un territorio secco e ricco di praterie, l'habitat ideale per questo animale.